# 西中浦村
西中浦村（にしなかうらむら）は、大分県南海部郡にあった村。現在の佐伯市の一部にあたる。

## 地理
佐伯湾に面する鶴見半島の北岸基部に位置していた。

## 歴史
- 1889年（明治26年）4月1日、町村制の施行により、南海部郡有明浦、沖松浦、地松浦、吹浦が合併して村制施行し、西中浦村が発足[1][2]。旧村名を継承した有明浦、沖松浦、地松浦、吹浦の4大字を編成[2]。
- 1955年（昭和30年）3月31日、南海部郡東中浦村、中浦村と合併し、鶴見村を新設して廃止された[1][2]。

## 産業
- 農業、漁業